# Барашков, Иван Васильевич
Ива́н Васи́льевич Бара́шков (20 октября 1907, Орехово-Зуево, Московская губерния, Российская империя — 14 июля 1973, Йошкар-Ола, Марийская АССР, РСФСР, СССР) — советский строитель, инженер. Главный инженер Управления строительства Совнархоза Марийской АССР (1956—1963). Заслуженный строитель РСФСР (1973). Член КПСС с 1953 года.

## Биография
Родился 20 октября 1907 года в г. Орехово-Зуево ныне Московской области в семье текстильщика.
В ноябре 1929 года призван в РККА из г. Орска Чкаловской области, военный строитель.  Окончил Московский строительный техникум, в 1935 году — Московский инженерно-строительный институт. В студенчестве участвовал в проектировании более 20 объектов на территории СССР. В 1936—1952 годах строил объекты специального назначения в Костроме, Пензе, Владивостоке. В годы Великой Отечественной войны — военный строитель 156 особой строительной бригады, 75 военного строительного управления на Тихоокеанском флоте, инженер-подполковник. Завершил военную службу в мае 1955 года. Награждён орденом Красной Звезды и медалью «За боевые заслуги».   
В 1952 году приехал в Йошкар-Олу: главный инженер УНР-202, треста № 116, до 1963 года — главный инженер Управления строительства марийского Совнархоза. Под его руководством в столице Марийской АССР реконструирован кирпичный завод, построены заводы силикатного кирпича, железобетонных конструкций, «Электроавтоматика», лечебный корпус больницы, театр имени М. Шкетана, кинотеатры «Октябрь» и «Мир», гостиница «Советская».
В 1964—1970 годах был заведующим кафедрой строительного дела и инженерных конструкций, доцентом Поволжского лесотехнического института имени М. Горького (ныне Поволжский государственный технологический университет).
В 1973 году присвоено почётное звание «Заслуженный строитель РСФСР». Награждён орденом «Знак Почёта», медалями и дважды — Почётной грамотой Президиума Верховного Совета Марийской АССР.
Скончался 14 июля 1973 года в Йошкар-Оле.

## Звания и награды
- Заслуженный строитель РСФСР (1973)[1][2]
- Заслуженный строитель Марийской АССР (1960)[1][2]
- Орден «Знак Почёта» (1958)[1][2]
- Орден Красной Звезды (03.11.1953)[3]
- Медаль «За боевые заслуги» (30.04.1945)[3]
- Медаль «За доблестный труд. В ознаменование 100-летия со дня рождения Владимира Ильича Ленина»
- Почётная грамота Президиума Верховного Совета Марийской АССР (1957, 1967)[1][2]